# نیی‌آبادی، ساهیوال
نیی‌آبادی (به انگلیسی: Nai-Abadi) یک شهر در پاکستان است که در پنجاب واقع شده‌است. نیی‌آبادی ۱۵۶ متر بالاتر از سطح دریا واقع شده‌است.